# 自然の諸原理に還元された和声論

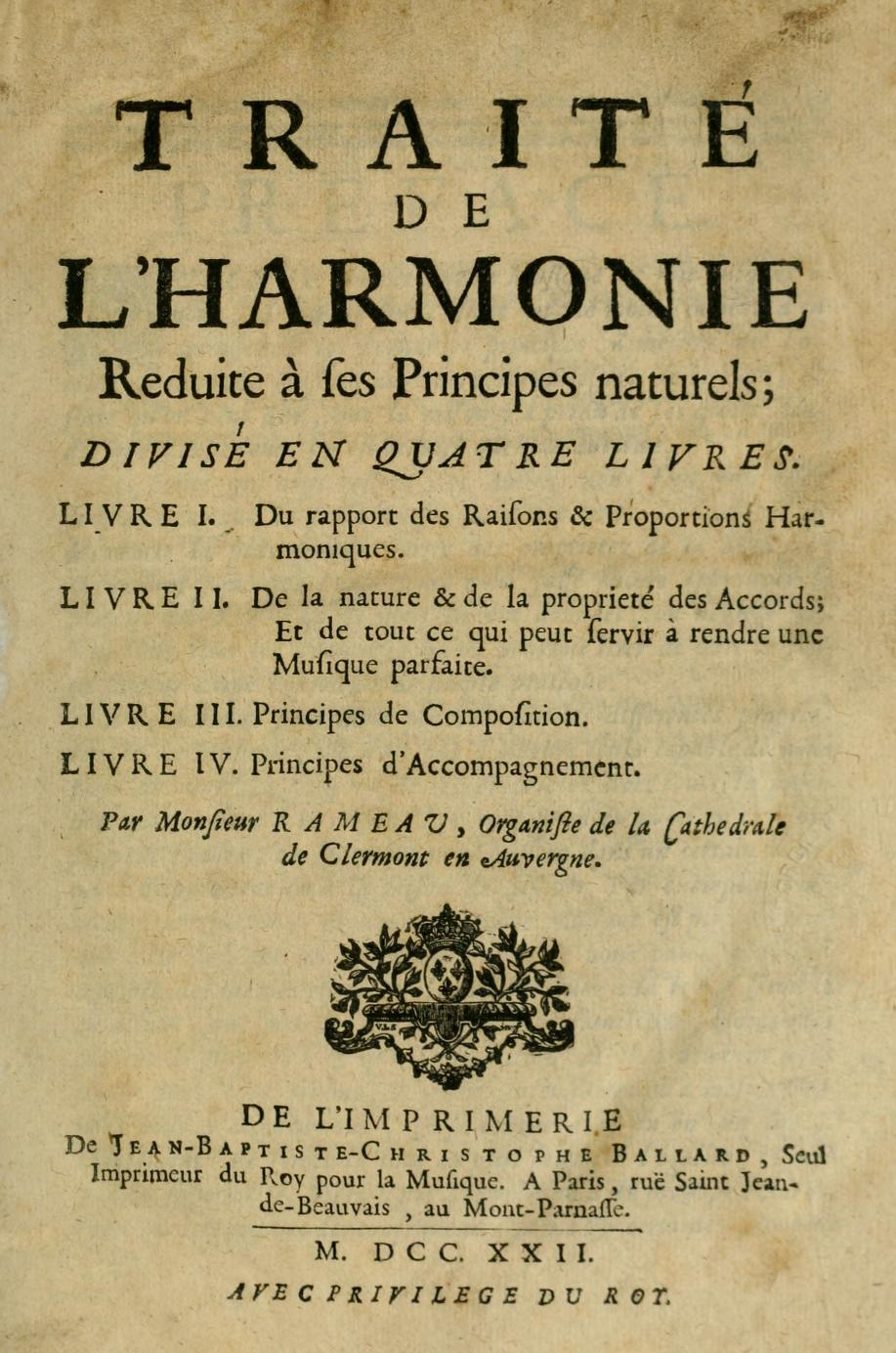
和声論の表紙

自然の諸原理に還元された和声論（しぜんのしょげんりにかんげんされたわせいろん、Traité de l'harmonie réduite à ses principes naturels）は、ジャン＝フィリップ・ラモーが完成させた音楽に関する教程である。Jean-Baptiste-Christophe Ballardによって1722年に出版された。
なお、かつて「harmonic」に相当するイタリア語「armoniche」は和声ではなく、音楽そのものを指していたことがあった。書名は「和声論」と掲げられているが、実際には音楽全般に関することがすべて入っている。これはジョゼッフォ・ツァルリーノの「Le istituzioni armoniche」に音楽すべてのことが著述されていたことの継承である。したがって「和声論」と訳すのは実は正しくなく「音楽論」と訳されるのが適当である。しかしながら、日本では「ラモーの和声論」と紹介されることが圧倒的に多く、日本語版の書名も「自然の諸原理に還元された和声論」であるため、こちらに従っている。

## 概要
この本は4巻に分かれている。

- 第I巻:和声的比率と比例の間の関係
- 第II巻:和音の本性と特性; そして音楽を完全なものとするのに役立つ全般
- 第III巻:作曲の原理
- 第IV巻:伴奏の原理

この本で初めて「和声には教程が存在する」ことが高らかに宣言され、数字付き低音(Basso Continuo)からの脱却が初めて試みられた。実際には完全に脱したわけではなく、アラビア数字で和声を分類する点は何の変更もなかったのだが、和音に対して「転回」という概念を初めて持ち込み、フランス以外のヨーロッパの音楽家によって激しく抗議されたことで有名である。カール・フィリップ・エマニュエル・バッハは「私の父の音楽思想とは違っているようだ」と疑義を表明していた。
バッハの子供たちによる疑義にもかかわらず、ラモーの「転回形」を肯定するヨーロッパ人は徐々に増加し、ついにヨハン・フィリップ・キルンベルガーが「純正作曲の技法第一部」で転回形の存在を認めてしまった。しかし、キルンベルガーはラモーの和声観にローマ数字による分析を新たに加え、ラモーの理解とは半分ほど違うことを主張した。

## ラモー没後のフランス和声の展開
アンリ・ルベルはヨハン・フィリップ・キルンベルガーによるローマ数字による和声分析を全廃し、自身のメソッドがラモーからの継承であることを主張したが、この原理主義を初手から児童に教えるのは無理があると感じた教育者がほとんどで、テオドール・デュボワから林達也に至るまで最初の部分だけはローマ数字による和声分析に触れられることが圧倒的に多い。パリ音楽院方式の和声教程はルベルの思想をさらに拡張した四声体バス課題とソプラノ課題を生み出した。その後イタリアにフランスの教本が輸入されると「Basso Imitato」という四声体実施の教科が新しく設けられ、アラビア数字だけで四声体を書く訓練が日本を含め世界中に広まった。パリ音楽院をはじめとするフランス和声は、ラモー→フェティス→ルベル→デュボワ→ビッチュへと受け継がれた。ラモーなしにはフランスの和声教程は存在し得なかったのである。